# Soyouz TMA-06M
Soyouz TMA-06M est une mission spatiale dont le lancement a eu lieu en octobre 2012 depuis le Cosmodrome de Baikonour. Elle transporta trois membres de l'Expédition 33 vers la station spatiale internationale. Il s'agit du 116e vol d'un vaisseau Soyouz depuis le premier en 1967.

## Équipage

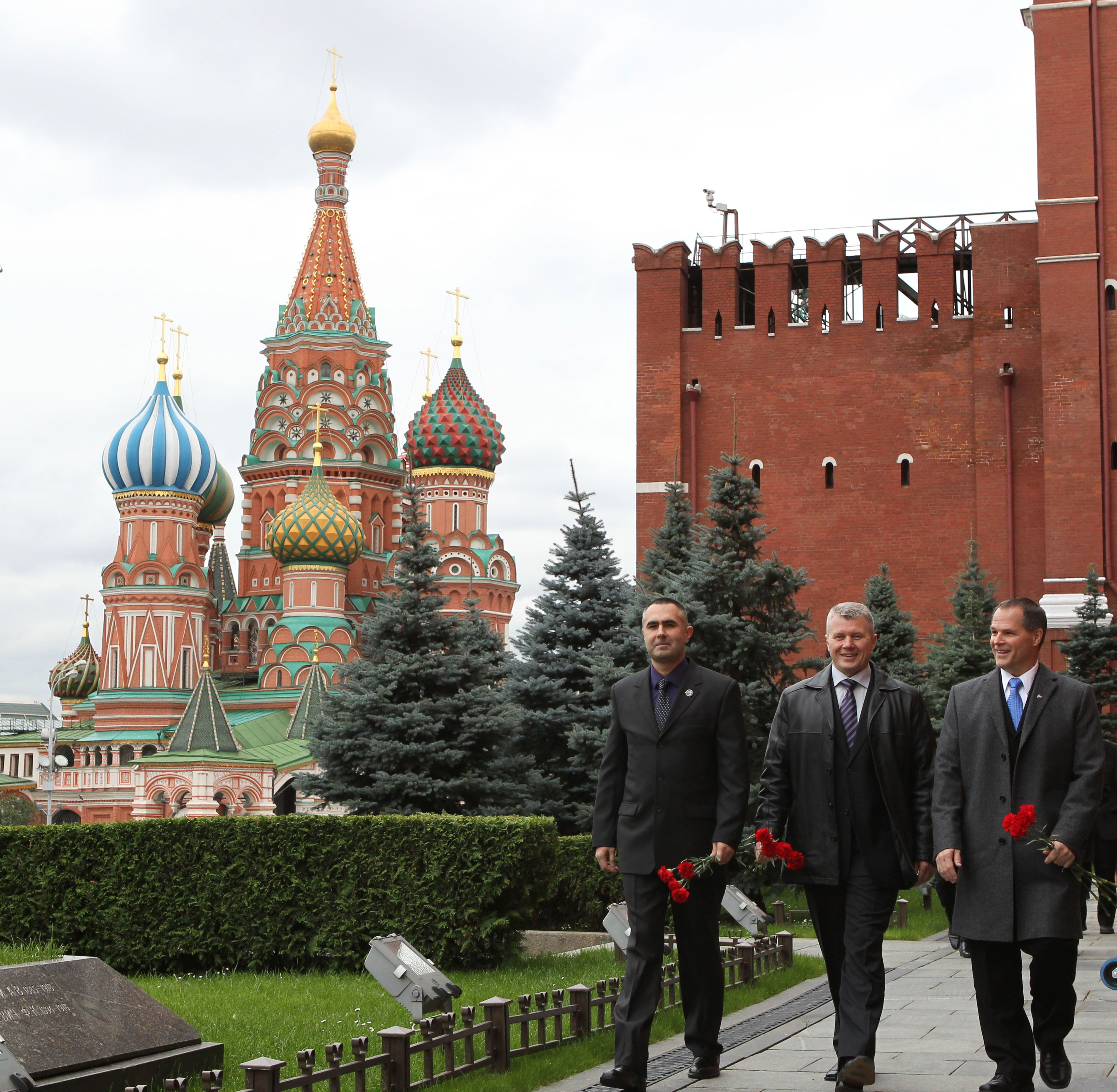
Les membres d'équipage du Soyouz TMA-06M pendant leur tour de cérémonie de la Place Rouge, le 25 septembre 2012.

- Commandant : Oleg Novitskiy (1),  Russie
- Ingénieur de vol 1 : Evgeny Tarelkin (1),  Russie
- Ingénieur de vol 2 : Kevin A. Ford (2),  États-Unis

Le chiffre entre parenthèses indique le nombre de vols spatiaux effectués par l'astronaute, Soyouz TMA-06M inclus.

### Équipage de remplacement
- Commandant : Pavel Vinogradov,  Russie
- Ingénieur de vol 1 : Aleksandr Misurkin,  Russie
- Ingénieur de vol 2 : Christopher Cassidy,  États-Unis